# Wango (République démocratique du Congo)
Pour les articles homonymes, voir Wango (homonymie).
Wango est une commune de la ville de Zongo en République démocratique du Congo,.